# Eddie Lucas
Edward Howard "Eddie" Lucas (Groton, Connecticut; 14 de julio de 1975) es un exbaloncestista estadounidense que disputó tres temporadas como profesional. Con 1,98 metros de estatura, jugaba en la posición de escolta. 

## Trayectoria deportiva

### Universidad
Jugó una temporada con los Midshipmen de la Academia Naval de los Estados Unidos, en la que promedió 11,1 puntos y 4,9 rebotes por partido, lo que le valió para ser incluido en el segundo mejor quinteto de la Patriot League.
Fue transferido a los Hokies del Instituto Politécnico y Universidad Estatal de Virginia, donde tras cumplir el año en blanco al que obligaba la NCAA, disputó dos temporadas más, en las que promedió 12,1 puntos y 3,5 rebotes por encuentro. En la segunda de ellas fue incluido en el tercer mejor quinteto de la Atlantic 10 Conference.

### Profesional
Fue elegido en la quincuagésimo octava y última posición del Draft de la NBA de 1999 por los Utah Jazz, equipo con el que firmó contrato el 23 de octubre, pero que fue despedido una semana después, sin haber comenzado la competición.
En enero de 2000 firmó con el equipo argentino Libertad de Sunchales, y al mes siguiente con el equipo francés Hermine de Nantes Atlantique. Con el Nantes, Lucas promedió 18,7 puntos y 3,9 rebotes por partido con un 51% de acierto de tiros de campo. Posteriormente, en 2000, Lucas se unió al equipo ruso BC Spartak Saint Petersburg, luego al Bnei Herzliya israelí (más tarde Bnei HaSharon) en enero de 2001 y dejaría el equipo en 2002.